# Resist Records
La Resist Records è un'etichetta discografica indipendente australiana, nata da Scott McFadyen (cantante dei Toe to Toe) nel 1996 come negozio a Newtown, a Sydney, per poi essere trasformata in azienda discografica nel 1998 in comproprietà con Graham Nixon, che dopo pochi anni ne è divenuto l'unico proprietario.

## Artisti

### Attuali
- 50 Lions
- Against Me!
- Blkout
- Break Even
- Burning Love
- Choke
- Confession
- Crisis Alert
- The Gaslight Anthem
- I Exist
- Iron Mind
- La Dispute
- Miles Away
- Mindsnare
- Outsiders Code
- Parkway Drive
- Shackles
- Survival
- Terror
- Vices
- Vigilante
- Warbrain

### Passati
- A Death in the Family
- After the Fall
- Bad Blood
- Betrayed
- Carpathian
- Clever Species
- Coué Method
- Cry Murder
- Day of Contempt
- The Dead Walk!
- The Disables
- Forza Liandri
- Found My Direction
- God So Loved the World
- Her Nightmare
- The Hope Conspiracy
- The Hot Lies
- Icepick
- I Killed The Prom Queen
- Internal Affairs
- Irrelevant
- Just Say Go!
- The Killchoir Project
- Last Nerve
- No Apologies
- Panic
- Shotpointblank
- Stronger Than Hate
- Taking Sides
- Toe to Toe
- Toy Boats
- Where's the Pope?
- Zombie Ghost Train